# ميللى تشن
ميللى تشن هي فنانة كندية، ولدت في 1965 في تايبيه في تايوان.